# Raïon d'Ouzda
Le raïon d'Ouzda (en biélorusse : Уздзенскі раён, Ouzdzenski raïon ; en russe : Узденский район, Ouzdenski raïon) est une subdivision de la voblast de Minsk, en Biélorussie. Son centre administratif est la ville d'Ouzda.

## Géographie
Le raïon couvre une superficie de 1 180,97 km2, dans le centre de la voblast. La forêt occupe 39 % de son territoire. Le raïon est limité au nord par le raïon de Dziarjynsk, au nord-est par le raïon de Minsk, à l'est par le raïon de Poukhavitchy, au sud par le raïon de Sloutsk et le raïon de Kapyl, et à l'ouest par le raïon de Stowbtsy.

## Histoire
Le raïon d'Ouzda a été créé le 17 juillet 1924.

## Population

### Démographie
Les résultats des recensements (*) font apparaître une baisse de la population dans les années 1960, suivie d'une stabilisation jusqu'aux années 1990. Les premières années du XXIe siècle montrent une reprise du déclin démographique :
Recensements (*) ou estimations de la population :
| 1959*  | 1970*  | 1979*  | 1989*  | 1999*  | 2009*  |
| ------ | ------ | ------ | ------ | ------ | ------ |
| 33 707 | 31 333 | 27 993 | 27 458 | 27 633 | 23 657 |

### Nationalités
Selon les résultats du recensement de 2009, la population du raïon se composait de deux nationalités principales :
- 93,24 % de Biélorusses ;
- 4,34 % de Russes.

### Langues
En 2009, la langue maternelle était le biélorusse pour 88,1 % des habitants du raïon d'Ouzda et le russe pour 10,6 %. Le biélorusse était parlé à la maison par 61,4 % de la population et le russe par 35,9 %.